# 南指挥镇
南指挥镇，是中华人民共和国陕西省宝鸡市凤翔区下辖的一个乡镇级行政单位。
前577年，秦桓公去世，葬于义里丘北，其子秦景公继位。前537年，秦景公去世，葬于丘里南。义里丘、丘里就在南指挥镇。秦景公墓葬位于南指挥镇南指挥村，从1977年开始发掘，1986年发掘完毕，是凤翔县秦公陵园区43座墓葬中首次发掘的最大墓葬，故称秦公一号大墓。

## 行政区划
南指挥镇下辖以下地区：
南指挥村、连村、白家凹村、铁黄塬村、八旗屯村、东指挥村、河南屯村、西指挥村、西村、页渠村、高社村和太尉村。